# Pooky Quesnel
Pooky Quesnel (* 1966 in Eccles, Greater Manchester als Joanna Quesnel) ist eine britische Schauspielerin, Drehbuchautorin und Sängerin.

## Leben und Karriere
Pooky Quesnel, die eigentlich Joanna Quesnel heißt, wurde 1966 im in Greater Manchester gelegenen Eccles geboren. Sie wuchs hier zusammen mit sechs Geschwistern auf. Sie studierte anfangs Englisch an der Universität Oxford, wechselte dann für ein Jahr an die Drama School. In den 1980er Jahren trat sie als Sängerin in Humphrey Carpenters Vile Bodies Band im Hotel Ritz auf. Im Jahr 2005 trat Quesnel anlässlich Carpenters Tod in einem Gedenkkonzert noch einmal auf.
Ihre schauspielerische Karriere als Theaterschauspielerin begann Pooky Quesnel zu Beginn der 1990er Jahre am Old Fire Station in Oxford. Ferner hatte sie Engagements unter anderem im Salisbury Playhouse, dem Bristol Old Vic und zuletzt als Persephone im gleichnamigen Stück mit dem City of Birmingham Symphony Orchestra. Seit ihrem Filmdebüt 1993 in Der Falke des Schreckens war Quesnel in zahlreichen Film- und hauptsächlich Fernsehproduktionen zu sehen. Dem deutschsprachigen Fernsehpublikum ist sie unter anderem aus der im ZDF ausgestrahlten Krimireihe Inspector Barnaby bekannt.
Pooky Quesnel begann 2003 als Drehbuchautorin zu arbeiten. In ihrer Freizeit ist sie eine praktizierende Kickboxerin und begeisterte Flamencotänzerin.

## Filmografie (Auswahl)

### Filme
- 1993: Der Falke des Schreckens (The Hawk)
- 1999: A Christmas Carol – Die drei Weihnachtsgeister (A Christmas Carol)
- 2002: Innocents
- 2005: Walk Away and I Stumble
- 2007: Oh Happy Day
- 2009: Enid

### Fernsehserien
- 1996–1997: Thief Takers
- 1998: The Ambassador, Episodenrolle
- 2000: Cold Feet
- 2001: Inspector Lynley (The Inspector Lynley Mysteries), Episodenrolle
- 2001–2014: Doctors (6 Episoden)
- 2004: Monarch of the Glen, Episodenrolle
- 2005: The Golden Hour
- 2007: True Dare Kiss
- 2007: George Gently – Der Unbestechliche (Inspector George Gently), Episodenrolle
- 2007–2010: EastEnders (19 Episoden)
- 2008: Inspector Barnaby (Midsomer Murders), Episodenrolle
- 2008, 2011: Casualty (2 Episoden)
- 2009: Criminal Justice
- 2010: Doctor Who, Episodenrolle
- 2010: Law & Order: UK, Episodenrolle
- 2010: Accused – Eine Frage der Schuld (Accused), Episodenrolle
- 2010: New Tricks – Die Krimispezialisten (New Tricks), Episodenrolle
- 2011: Shameless, Episodenrolle
- 2011: Scott & Bailey, Episodenrolle
- 2012: Silent Witness, Episodenrolle
- 2014: Der junge Inspektor Morse (Endeavour), Episodenrolle
- 2016: Class (4 Episoden)
- 2016: The Living and the Dead (3 Episoden)
- 2016: Father Brown (Episodenrolle)
- 2016–2020: The A Word (18 Episoden)
- 2019: Ransom (Episodenrolle)
- 2020: Two Weeks to Live (Episodenrolle)
- 2022: The Chelsea Detective (Episodenrolle)
- 2023: Beyond Paradise (Episodenrolle)